# Famille Caotorta
Cette page explique l’histoire ou répertorie les différents membres de la famille Caotorta.
 (juillet 2024).
La famille Caotorta est une famille patricienne de Venise.

## Historique
Selon Zabarella, Antifone, filleul de Pilemene, roi de la Pafliagonie est venu avec Antenore en Italie après la chute de Troie, et aborda à l'île d'Olivòlo, où il donna naissance à la famille des Stivacali (ou Samacali), dits plus tard Capotorto, vulgairement Caotorta.
Ce qui paraît certain, c'est que cette famille fut au chevet de la fondation de Venise et qu'elle y exerça la fonction de tribun et y construisit au Castello l'église des SS. Sergio et Bacchus, et qu'exclue du Maggior Consiglio à sa fermeture en 1297, elle y fut réintégrée en 1311 après la guerre de Gênes.  Cette famille donna maints sénateurs de renom et Gerolamo Caotorta qui fut membre du Conseil des Dix. L'arme de la famille se compose d'un Lion d'Or dressé sur les pieds arrière soutenant avec ceux de devant un cercle d'Or en champ de gueules.
Une branche de la famille habitait à la Madonna dell'Orto dans la calle Caotorta, aujourd'hui disparue.
Une autre branche, qui appartenait à la population originelle, à la suite d'un mariage non approuvé entre Alvise Caotorta et Caterina Avastago de l'île de Zante, habitait dans cet endroit près de Sant'Angelo dans la Calle précitée dans une maison possédée par la famille patricienne Cappello, racheté par Alvise Caotorta en 1759. 
Cette branche avait dans l'église de Sant'Angelo ses tombes avec des épigraphes illustrées par Cicogna. Elle fut rattachée en 1802 au Conseil Noble de Trévise, et eut la confirmation de noblesse du gouvernement autrichien le 9 décembre 1819.

## Armes

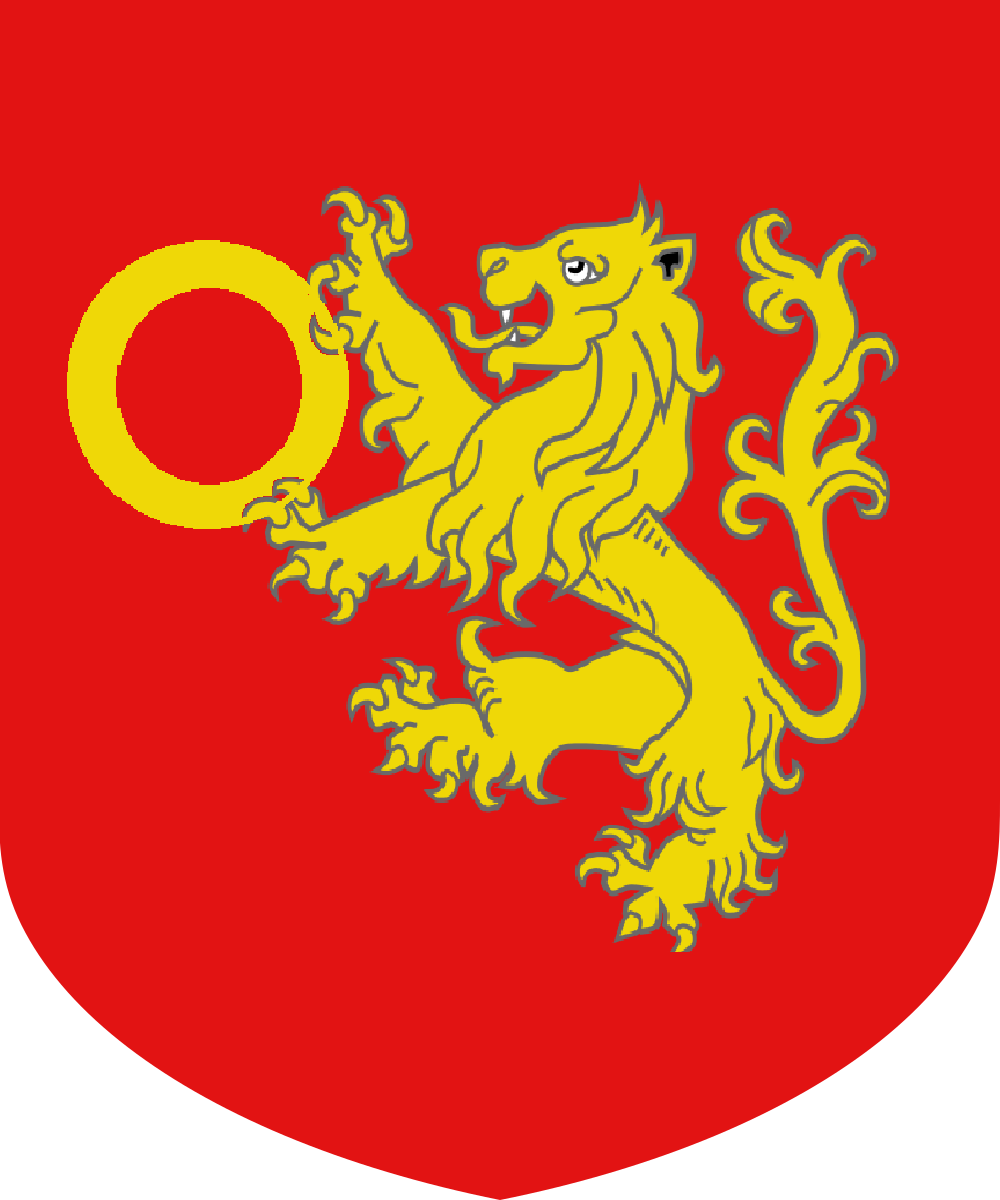
Armes des Caotorta.

Les armes des Caotorta se blasonnent ainsi un Lion d'Or dressé sur les pieds de derrière soutenant avec ceux de devant un cercle du même métal en champ de gueules.

## Demeures
- la Ca' Caotorta
- le Palais Caotorta Angaran